# Ildar Arslanov
Ildar Rinasovitsj Arslanov (Russisch: Ильдар Ринасович Арсланов; Agidel, 6 april 1994) is een Russisch voormalig wielrenner die tussen 2015 en 2019 reed voor Gazprom-RusVelo.

## Overwinningen
2011
 Russisch kampioen op de weg, Junioren
Eindklassement Ronde van Basilicata
2012
 Russisch kampioen op de weg, Junioren
 Russisch kampioen tijdrijden, Junioren
Eindklassement Luik-La Gleize
2014
4e etappe Ronde van de Aostavallei
2016
Jongerenklassement Ronde van Azerbeidzjan

### Resultaten in voornaamste wedstrijden
|      | \| Jaar \| Ronde van Lombardije \| \| WK op de weg \| \| ---- \| -------------------- \| \| ------------ \| \| 2017 \| opgave \| \| \| \| 2018 \| \| \| opgave \| |  |              |
| Jaar | Ronde van Lombardije |  | WK op de weg |
| 2017 | opgave |  |              |
| 2018 | |  | opgave       |

## Ploegen
- 2014 –  Itera-Katjoesja
- 2015 –  RusVelo
- 2016 –  Gazprom-RusVelo
- 2017 –  Gazprom-RusVelo
- 2018 –  Gazprom-RusVelo
- 2019 –  Gazprom-RusVelo

Akimov · Arslanov · Foliforov · Frolov · Ignatiev · Jatsevitsj · Katyrin · Kosjakov · Kovsj · Manakov · Nikolajev · Pokidov · Ptasjkin · Razoemov · Stasj · Zakarin · Zverkov
Arslanov · Balykin · Bojev · Firsanov · Foliforov · Ignatenko · Jersjov · Jevtoesjenko · Koerbatov · Koestadintsjev · Komin · Majkin · Nikolajev · Nytsj · Ovetsjkin · Pozdnijakov · Rybakov · Savitski · Serov · Solomennikov · Stasj
Arslanov · Bojev · Firsanov · Foliforov · Jersjov · Jevtoesjenko · Koerbatov · Koestadintsjev · Kolobnev · Majkin · Manakov · Nikolajev · Nytsj · Ovetsjkin · Rybalkin · Savitski · Serov · Sjaloenov · Solomennikov · Stasj · Svesjnikov · Zakarin
Arslanov · Bojev · Broett · Firsanov · Foliforov · Jersjov · Kozontsjoek · Lagoetin · Majkin · Nikolajev · Nytsj · Ovetsjkin · Porsev · Rovny · Rybalkin · Savitski · Sjaloenov · Solomennikov · Svesjnikov · Troesov · Vorobjov · Zakarin · Kobernjak (stagiair) · Koerjanov (stagiair) · Tsjerkasov (stagiair)
Arslanov · Bojev · Firsanov · Foliforov · Kobernjak · Koerjanov · Kozontsjoek · Lagoetin · Majkin · Nytsj · Porsev · Rovny · Rybalkin · Sjaloenov · Sjilov · Troesov · Tsjerkasov · Vlasov · Koelikov (stagiair) · Koelikovski (stagiair) · Nekrasov (stagiair)
Arslanov · Bojev · Jevtoesjenko · Kobernjak · Koelikov · Koelikovski · Koerbatov · Koerjanov · Nekrasov · Nytsj · Porsev · Rikoenov · Rovny · Rybalkin · Sjaloenov · Sjilov · Stasj · Tsjerkasov · Vlasov · Vorobjov · Landi (stagiair) · Popov (stagiair) · Vitoerin (stagiair)